# Ducato di Sabbioneta

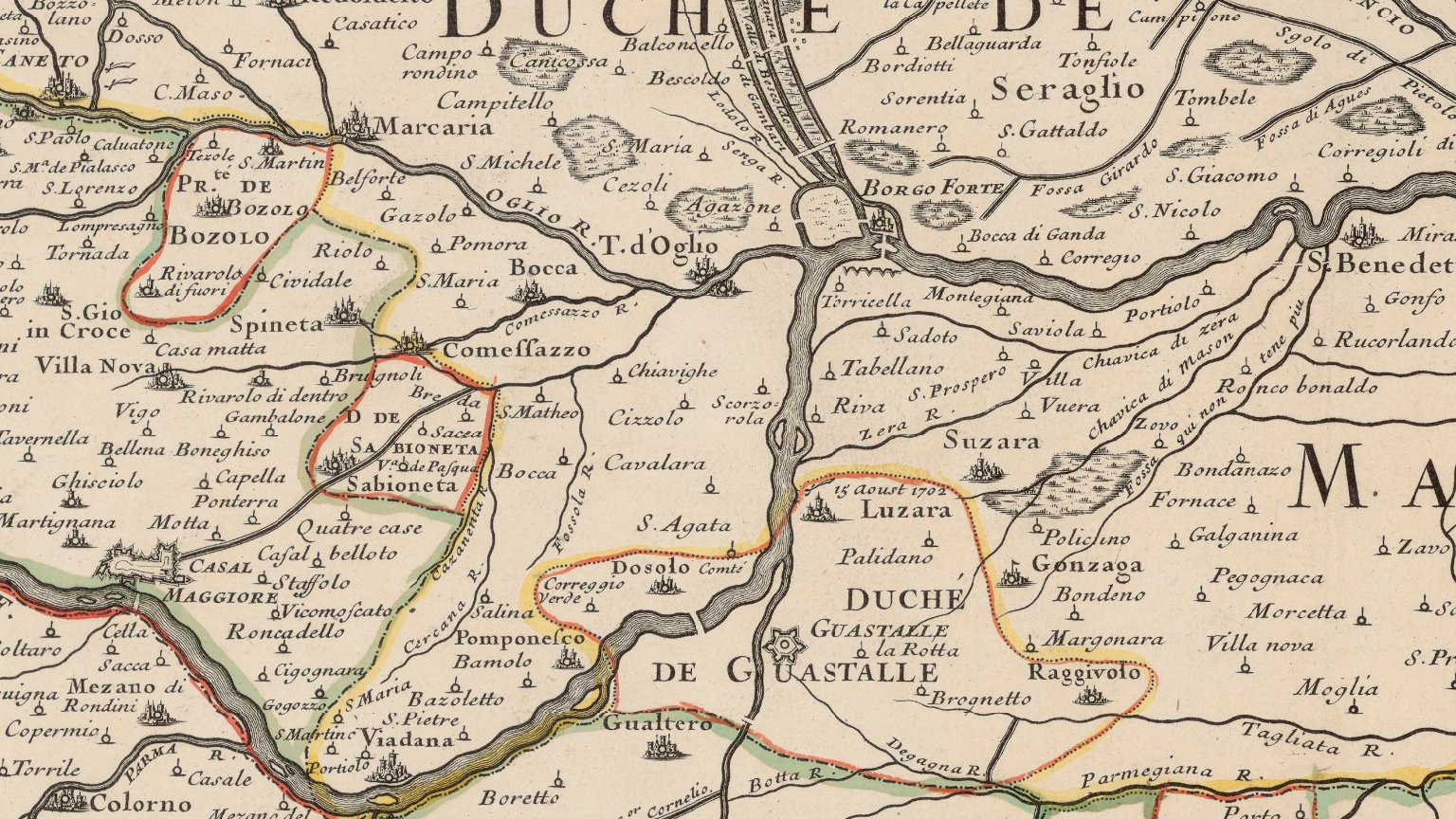
Carta con l'indicazione del Ducato di Sabbioneta (contrassegnato coi confini in arancio-rosso, verso sinistra, di forma simil-quadrato).

Il ducato di Sabbioneta fu un antico feudo italiano di origine comitale limitato all'odierno comune di Sabbioneta, sorto per nomina imperiale nel 1577 e governato inizialmente da Vespasiano Gonzaga.
Confinava ad ovest con il ducato di Milano, retto dal 1535 da un governatore asburgico; a sud, oltre il Po, con il ducato di Parma e Piacenza amministrato dai Farnese, a nord-est con il ducato di Mantova dominato dai Gonzaga.

## Storia
Alla morte nel 1478 del terzo marchese di Mantova Ludovico III Gonzaga il feudo di Sabbioneta venne ereditato dal figlio Gianfrancesco. Il primogenito Ludovico amministrò Sabbioneta fino al 1540, anno della morte, e la lasciò al giovane nipote Vespasiano, essendogli premorto l'unico figlio maschio Luigi "Rodomonte".

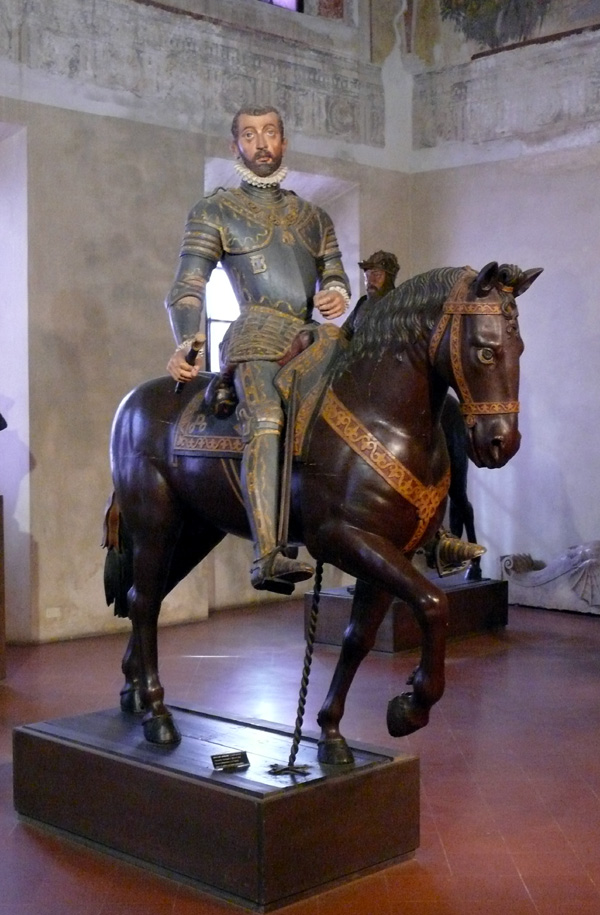
Vespasiano I Gonzaga-Colonna
(statua lignea nel palazzo ducale di Sabbioneta)

Vespasiano tra il 1554 e il 1556 iniziò la trasformazione dell'antico borgo in una piazzaforte militare, fortificandola con mura e curandone lo sviluppo urbano: fece erigere palazzi, chiese e altri monumenti di valore artistico. Il decreto imperiale gli riconosceva il diritto di battere moneta e, probabilmente nei locali del vecchio castello, il duca fissò la sede della zecca che incominciò l'attività nel 1562.
Il 18 novembre 1577 l'imperatore Rodolfo II concesse a Vespasiano l'elevazione di Sabbioneta a ducato.
Il 26 febbraio 1591 Vespasiano morì e Isabella, sua unica figlia sopravvissuta, gli succedette nel governo del ducato. La duchessa, però, si curò poco del feudo (nominò un vicario), facendo trasferire a Milano e a Napoli, dove dimorava abitualmente, i preziosi arredi ed oggetti raccolti dal padre.
Tra il 1630 ed il 1637 scomparvero sia Isabella che il marito Luigi Carafa della Stadera lasciando la cittadella di Sabbioneta (senza titolo ducale) alla nipote Anna Carafa della Stadera, alla quale subentrò, nel 1644, l'erede Nicola María de Guzmán Carafa, ultimo discendente di Vespasiano Gonzaga, il quale la resse fino al 1689. Il titolo ducale (ma non il governo effettivo del feudo di Sabbioneta) fu concesso nel 1637 dall'Imperatore a Scipione Gonzaga (1595-1670), del ramo dei Gonzaga di Sabbioneta e Bozzolo che tennero il titolo fino all'estinzione nel 1703.
Il territorio sabbionetano passò nel 1689 al governatorato spagnolo di Milano che, nel 1693, lo vendette al genovese Francesco Maria Spinola. Nel 1703, infine, Sabbioneta fu ceduta ai Gonzaga di Guastalla che la incorporarono nel loro "Stato"  fino al 1746 con Giuseppe Maria Gonzaga.
Nel 1747 il ducato di Guastalla fu annesso dagli Asburgo d'Austria, sovrani del Sacro Romano Impero, ma ceduto nel 1748 ai Borbone di Parma, mentre Sabbioneta fu riunita a Mantova, dal 1707 dominio asburgico.

## Duchi di Sabbioneta (1577-1689)
| 1577-1591 | Vespasiano I Gonzaga (Fondi, 6 dicembre 1531 - Sabbioneta, 26 febbraio 1591)                        | (1531-1591) | sposò Diana Folch de Cardona, Anna d'Aragona, Margherita Gonzaga di Guastalla |
| 1591-1637 | Isabella Gonzaga (Sabbioneta, 12 gennaio 1565 - Napoli, 10 febbraio 1637)                           | (1565-1637) | Luigi Carafa della Stadera duca consorte (1584-1630)                          |
| 1637-1644 | Anna Carafa della Stadera (senza titolo ducale) (Portici, novembre 1610 – Portici, 24 ottobre 1644) | (1610-1644) | Ramiro Filippo de Guzmàn                                                      |
| 1644-1689 | Nicola María de Guzmán Carafa (Napoli, 1638 – Madrid, 7 gennaio 1689)                               | (1638-1689) | Maria de Toledo; non ebbe eredi                                               |

Il ducato di Sabbioneta passò in possesso degli spagnoli, che lo vendettero nel 1693 al genovese Francesco Maria Spinola.

### La Zecca di Sabbioneta

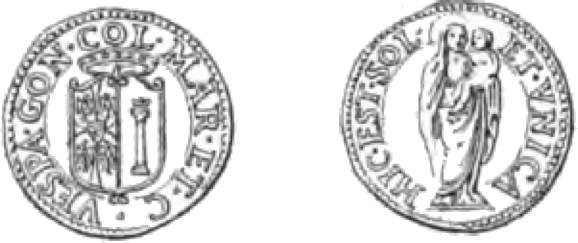
Moneta di Vespasiano Gonzaga

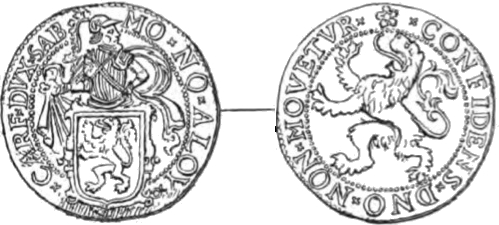
Tallero di Isabella e di Luigi Carafa

Nel 1562 Vespasiano Gonzaga aprì la zecca di Sabbioneta che fu attiva fino al 1684, qualche anno prima della morte del duca Nicola María de Guzmán Carafa (1689).